# Герольдия Царства Польского

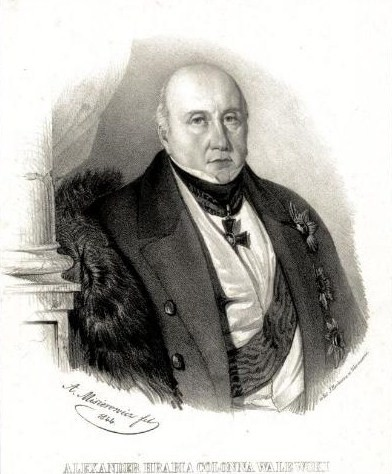
Первый председатель Герольдии Царства Польского граф Александр Колонна-Валевский

Герольдия Царства Польского (пол. Heroldia Królestwa Polskiego) — правительственный орган Царства Польского, действующий в 1836―1861 годах и ведавший учётом польского дворянства, дворянскими родословными книгами и геральдическими вопросами.

## Правовые основы и функции Герольдии
Согласно ст. 51 Положения о дворянстве Царства Польского от 25 июня (7 июля) 1836 года, рассмотрение доказательств дворянского состояния возлагалось на особо учреждённую при Государственном совете Царства Польского Герольдию, в обязанности которой входило:
- рассмотрение доказательств о дворянском происхождении;
- выдача свидетельств об утверждении прав на дворянство;
- подготовка дворянских грамот (свидетельств);
- учёт и ведение дворянских книг Царства Польского;
- составление гербовника;
- проверка поступающих из дворянских депутаций срочных ведомостей о внесённых в дворянские книги лицах (ст. 65)[1].

Герольдия состояла из одного постоянного (основного или I-го) и нескольких временных отделений, учреждаемых или упраздняемых решениями наместника Царства по мере поступления (ст. 52) или окончания (ст. 65) дел.
В состав каждого отделения Герольдии входили председатель, избираемый из членов Государственного совета и три члена, утверждаемые наместником Царства (ст. 53).
Для производства дел Герольдии учреждалась особая Канцелярия, во главе с директором (ст. 54).
Герольдия рассматривала представленные просителями доказательства дворянского происхождения и принимала решения, которые фиксировались в специальном журнале заседаний и выносились на обсуждение Государственного совета. После окончательного утверждения прав дворянства Государственным советом, Герольдия выдавала соответствующие свидетельства о дворянском происхождении за подписями председателя Герольдии и директора Канцелярии. Только указанное свидетельство являлось документом, удостоверяющим принадлежность того или иного лица к дворянскому сословию (ст. 59).

## История
Учреждённая в 1836 году Герольдия действовала в течение 25 лет, до 1861 года. За годы своей деятельности Герольдия подтвердила дворянское происхождение более чем 5300 фамилий, подготовила и издала «Список дворянам Царства Польского, с приобщением кратких сведений о доказательствах дворянства», а также два тома Гербовника дворянских родов Царства Польского.
Первым председателем Герольдии был член Государственного совета Царства Польского граф Александр Колонна-Валевский (1836―1845).
После ликвидации в 1841 году Второго Государственного совета Царства Польского, его полномочия, как вышестоящего органа над Герольдией, перешли к Общему собранию Варшавских департаментов Правительствующего Сената.
Высочайшим указом от 24 мая (5 июня) 1861 года Герольдия Царства Польского была упразднена, её архив и дворянские книги были переданы архиву вновь образованного Третьего Государственного совета Царства Польского.

## Гербовник дворянских родов Царства Польского
Согласно ст. 65, 96―98 «Положения о дворянстве Царства Польского», вместе с учреждением Герольдии на неё была возложена обязанность составления «Гербовника дворянских родов Царства Польского», в котором должны были быть заключены рисунки и описания гербов каждого дворянского рода с объяснением его происхождения. По мере готовности, каждая часть Гербовника должна была высочайше утверждаться и издаваться.
«Гербовник дворянских родов Царства Польского» предполагался к выходу в восьми частях, с приблизительным числом гербов около 850, относящихся к 3500 дворянским фамилиям. До ликвидации Герольдии были высочайше утверждены и изданы только I и II части Гербовника (1853).